# 西灣湖
西灣湖 （葡萄牙語：Lago Sai Van）是一個位於澳門大堂區的人工湖，是澳門兩個人工湖的其中一個，位於澳門半島南邊。西灣湖東面是南灣湖，兩個湖由何鴻燊博士大馬路分隔。

## 參看
- 南灣湖